# مجازر بدرخان
مجازر بدرخان أو مجازر بدرخان بيغ كانت عدة مجازر قام بها أميرا حكاري وبوهتان، نور الله وبدر خان، بسكان منطقة حكاري و تياري و تخوما من الآشوريين في النصف الأول من أربعينيات القرن التاسع عشر، ولقي أكثر من 10000 مسيحي حتفهم خلال المجازر.  كانت المذابح مقدمة للغارات العثمانية اللاحقة التي أنهت الوضع شبه المستقل الذي كانت تتمتع به القبائل الآشورية في المناطق الجبلية، وكذلك الوضع الذي كان يتمتع به الأكراد. رأى العثمانيون في الصراع الطائفي فرصة للإطاحة بالإمارات الكردية شبه المستقلة في عام 1847، وإقامة سيطرة مباشرة على المنطقة بأكملها.

## خلفية

### الشؤون العثمانية
ضعفت الدولة العثمانية بشكل كبير بحلول القرن التاسع عشر وعمت الفوضى أعالي بلاد الرافدين وكردستان، وبدا وكأن الإمبراطورية في طريقها إلى الانحلال بعد ثورة محمد علي وسيطرته على مصر وسوريا. وظهر حينئذ الأمير الكردي إبراهيم باشا الذي شمل سلطانه منطقة امتدت من ديار بكر إلى حلب فتحالف مع محمد علي وحارب عشيرة شمر العربية في الجزيرة الفراتية. بالرغم من فشل محمد باشا في حملته السورية إلى أن الأحداث أظهرت مدى ضعف العثمانيين وشجعت الآغوات الأكراد إلى محاولة زيادة سيطرتهم.
وشهدت تلك الفترة زيادة نفوذ البريطانيين في المنطقة وذلك استباقا لأي محاولة فرنسية للتدخل فيها على غرار حملة نابليون بمصر. وعين هرمز رسام الآثاري المسيحي من الموصل وعديل سفير بريطانيا بالمدينة جورج بادجر كمندوب لمد النفوذ البريطاني إلى مناطق العشائر الآشورية. وفتح ذلك الباب إمام المرسلين البروتستانت أمثال جستن بركينس وأسايل غرانت فقاموا بزيارة المنطقة في نفس الفترة، وقد أظهروا تعاطفا كبيرا مع مسيحييها. ويبدو أن الأكراد لم يرق لهم وجود المرسلين كما أدى استقبال الآشوريين لهم إلى بدء الحزازيات بين الطرفين.

### الصراعات الداخلية الكردية
اشتعلت الحرب في حكاري سنة 1839 بين نور الله أخ الأمير السابق الذي أقام في باش قلعة وسليمان ابن أخيه المتمركز في جلمرك، وكذلك انقسم الآشوريين في تحالفهم بحسب مناطق إقامتهم فدعم أغلبهم، بمن فيهم بطريرك كنيسة المشرق شمعون السابع عشر إبراهيم، سليمان باعتباره خلفا لوالده.
أخذ النزاع منحى دموي عندما انتصر نور الله على خصمه فقام بالهجوم على قرى الآشوريين ومقر البطريركية في قودشانيس سنة 1841، ما أدى إلى حدوث شرخ في العلاقات بين الأكراد والمسيحيين بشكل عام. بيد أنه لم يكن جميع الآشوريين متحالفين مع بطريركهم، حيث استغل البعض فرصة ضعفه ليتحالفوا مع نور الله.
أدت الخلافات بين محمد باشا والي الموصل العثماني وآغا العمادية الكردي إسماعيل باشا إلى قيام الأول بالسيطرة على المدينة فاستنجد إسماعيل باشا بكل من بدر خان أمير بوهتان ونور الله فعقدوا حلفا لغرض محاربة والي الموصل ودعوا الآشوريون إلى الانضمام اليهم غير أن معظم هؤلاء بمن ضمنهم البطريرك رفضوا ذلك، وذلك بعد تلقيهم وعودا من والي الموصل بحمايتهم في حال وقوفه على الحياد. فهاجم الأكراد العمادية صيف 1842.
خلال انشغال الأكراد بحرب العثمانيين في الموصل هدأت الأوضاع في حكاري فقام المرسل غرانت ببناء مدرسة دينية في بلدة أشيثا المسيحية وقام بتزويدها بكتب سريانية من الموصل في أيلول سنة 1842. وانتهت الحملة الكردية في نفس الشهر بفشل ألقوا باللوم فيه على رفض الآشوريين التدخل في الحرب. كما انتشر إشاعات بأن غرانت بنى قلعة قد تستعمل ضد الأكراد، فاحتج نور الله لدى والي أرضروم بالإضافة لذلك أصبحت نشاطات الإرساليين وانتشار هذه الأخبار مصدر توجس من والي الموصل نفسه الذي وصف في رسالة إلى الباب العالي قيام غرانت بمساعدة المسيحيين ببناء مبنى ضخم يحوي ما لا يقل عن 200 غرفة.

## المجازر

### مجزرة 1843
في أوائل 1843 أرسل نور الله طالبا مقابلة البطريرك غير أن الأخير اعتذر متحججا بالطقس وواجباته الدينية وحلول بادجر، أحد المرسلين الإنكليز، ضيفا عليه. ويبدو أن البطريرك اتخذ قراره بعد أن اقنعه بادجر بعدم الثقة بالأكراد وطلب المساعدة من الإنكليز أو الباب العالي في حالة قيامهم بأي عمل انتقامي.
بمجرد سفر بادجر قام نور الله بالتحالف مجددا مع بدر خان وإسماعيل باشا، كما قاموا بالحصول على موافقة عثمانية عن طريق والي الموصل في مهاجمة المسيحيين.
في تموز 1843 هاجم الحلف الكردي بقيادة بدر خان الآشوريين في حكاري فدمروا قراهم وقتلوا العديد منهم كما قاموا بسبي العديد من الآشوريين الذين تم بيعهم كعبيد بأعداد كبيرة في أسواق النخاسة. حاول هرمز رسام استعمال نفوذه لدى والي بغداد نجيب باشا للضغط على بدر خان لإطلاق سراح الأسرى بمن ضمنهم أقارب بطريرك كنيسة المشرق الذي كان قد التجأ إلى مدينة الموصل. غير أن محاولاته لم تؤدِ إلا إلى تحرير حوالي 150 من ضمنهم أخت البطريرك بينما تم توزيع البقية كغنائم حرب بين الآغوات الأكراد والأتراك.

### مجزرة 1846
أعاد بدر خان الكرّة وهاجم القرى الآشورية مرة أخرى سنة 1846 وأعمل فيها المجازر، التي حازت على اهتمام الصحافة الأوروبية هذه المرة، كما ساهمت في إشهار معاناة المسيحيين العثمانيين. فقامت دول أوروبية بالضغط على الباب العالي للتدخل لوقف المجازر. وفعلا أرسل الباب العالي جيشا إلى المنطقة سنة 1847 اشتبك مع الأكراد في عدة معارك انتهت بإلقاء القبض على كل من نور الله وندر خان ونفيهما سنة 1850.
أدت هذه المجازر إلى مقتل ما لا يقل عن 10,000 آشوري، كما انهت الاستقلال الذي تمتعت به العشائر الآشورية في تلك المناطق الجبلية. وبالمقابل أدى التدخل العثماني إلى ضم تلك الأنحاء للسلطة العثمانية المباشرة لأول مرة وتدمير آخر الإمارات الكردية شبه المستقلة.

### معلومات المراجع
- Stafford، R (2006) [1935]، The Tragedy of the Assyrians، Gorgias Press LLC، ISBN:978-1593334130، مؤرشف من الأصل في 2016-05-04.
- Joseph، J (2000). The modern Assyrians of the Middle East: encounters with Western Christian missions, archaeologists, and colonial powers. BRILL. ISBN:978-9004116412. مؤرشف من الأصل في 2017-10-19.
- Gaunt، D؛ Beṯ-Şawoce، J (2006)، Massacres, resistance, protectors: Muslim-Christian relations in Eastern Anatolia during World War I، Gorgias Press LLC، ISBN:978-1593333010، مؤرشف من الأصل في 2016-04-29.
- Aboona، H (2008)، Assyrians, Kurds, and Ottomans: intercommunal relations on the periphery of the Ottoman Empire، Cambria Press، ISBN:978-1604975833، مؤرشف من الأصل في 2019-12-29.